# Svenska släkter
Svenska släkter var en skriftserie som utgavs av Genealogiska föreningen med släktutredningar i tabellform. Den utkom med två häften, I:1 (1979) och I:2 (1985), tryckta 1980 respektive 1986, varefter utgivningen avstannade. Häftena utgjorde också nummer av tidskriften Släkt och Hävd (1979:4 och 1985:5).
Första häftet betecknas på pärmen som en ”tidskrift”, men på andra häftet har detta ord tagits bort. I förordet nämns Svenska släkter istället som en ”skrift”.

## Utgivning
I förordet till första häftet konstaterade medlemmarna i redaktionskommittén, överbibliotekarie Wilhelm Odelberg och direktör Carl-Gerhard Schönbeck, att släktböcker innehållande borgerliga släkter av den modell som Gabriel Anrep, Karl K:son Leijonhufvud och Vilhelm Ljungfors på sin tid gav ut, länge hade saknats i den svenska genealogiska litteraturen. Tanken med den nya publikationen var att fylla tomrummet. En utgivning i Genealogiska föreningens regi skulle skapa stabilitet och göra skriften mindre personberoende än sina föregångare.
I första häftet, redigerat av Carl-Gerhard Schönbeck, ingår sju släktutredningar:
- Edman från Dragsmark, av Björn Edman
- Hedberg från Hedemora, av Liss-Eric Björkman
- Sandgren från Slöta, av Ted Rosvall
- Stomberg från Grönahög, av Nils Hård af Segerstrad
- Norrlandssläkten Sundbäck, av Stefan Sundbäck
- Åberg från Dalsland, av Ingemar Åberg
- Släkten från Salberg nr 2 i Nordingrå, av Per Sundin

Häftet innehåller också ett Register över borgerliga släkter som omfattar cirka 4 500 utredda släkter med hänvisning till det eller de tryckta verk där släkten är behandlad. Det kan vara släktböcker (ej monografier), släktkalendrar och föreningsskrifter.
I andra häftet ingår tio släktutredningar:
- Davidsson från Upphärad, av Håkan Skogsjö
- Engqvist från Prästhyttan vid Hedemora av Hans Gillingstam
- Hagberg från Taxinge, av Carl-Gerhard Schönbeck
- Lindquist från Myrsjö vid Avesta, av Hans Gillingstam och Esther V. Hemming
- Lundgren från Roasjö, av Björn Edman
- Magnét, av L.G. Björkman och Birgitta Magnét
- Maths-släkten från Torna, av Yngve Mathson
- Nissvandt från Landskrona med släktgrenen Dahlberg, av Astrid Hollberg-Wikmark
- Strandell från Skog, av C. C:son Kjellberg
- Wiberg från Håbo härad och Stockholm, av Erik Thorell

I förordet till andra häftet beklagade redaktionskommittén att utgivningen blivit flera år försenad. Förhoppningen var att i fortsättningen kunna ge ut ett häfte vart tredje år. Några ytterligare häften utgavs aldrig.

## Mottagande
När första häftet utkom recenserades det av Peter Olausson i Genealogisk ungdoms tidskrift 1981:1 i huvudsakligen positiva ordalag. ”Svenska släkter har många förtjänster och den kommer förhoppningsvis att leva länge i den friska anda den härigenom gjort till sin.”

## Tidigare ”Svenska släkter”
Namnet Svenska släkter hade tidigare använts av två liknande publikationer. Åren 1908–1915 utgav Vilhelm Ljungfors fyra häften ”Svenska släkter” med framför allt sydsvenska släktutredningar (det första häftet utgavs tillsammans med Torsten Uggla). År 1948 utgav antikvariatbokhandlaren Hans Silverhammar (1916–1949) två häften ”Svenska släkter” med undertiteln ”tidskrift för släktkunskap”. Trots beteckningen tidskrift var häftena egentligen början på ett släktsamlingsverk. Silverhammar avled i en trafikolycka hösten 1949.